# Oxyanthus lepidus
Oxyanthus lepidus là một loài thực vật có hoa trong họ Thiến thảo. Loài này được S.Moore mô tả khoa học đầu tiên năm 1905.